# Tennistoernooi van Indian Wells 2024
|                                      |  |                                       |
| Iga Świątek, winnares bij de vrouwen |  | Carlos Alcaraz, winnaar bij de mannen |

Het tennistoernooi van Indian Wells van 2024 werd van woensdag 6 tot en met zondag 17 maart 2024 gespeeld op de hardcourt-buitenbanen van de Indian Wells Tennis Garden in de Amerikaanse plaats Indian Wells. De officiële naam van het toernooi was BNP Paribas Open.
Het toernooi bestond uit drie delen:
- WTA-toernooi van Indian Wells 2024, het toernooi voor de vrouwen
- ATP-toernooi van Indian Wells 2024, het toernooi voor de mannen
- een invitatietoernooi voor acht gemengde koppels, dat werd gespeeld van woensdag 13 tot en met vrijdag 15 maart, en dat werd gewonnen door het Australische duo Storm Hunter en Matthew Ebden[1]

## Toernooikalender
- Bron: Competition Schedule op bnpparibasopen.com

| Indian Wells      | maart 2024 | maart 2024 | maart 2024 | maart 2024 | maart 2024 | maart 2024 | maart 2024  | maart 2024   | maart 2024   | maart 2024   | maart 2024   | maart 2024 | maart 2024 |
| Indian Wells      | woe 6      | don 7      | vrĳ 8      | zat 9      | zon 10     | maa 11     | din 12      | woe 13       | don 14       | vrĳ 15       | zat 16       | zon 17     |            |
| ----------------- | ---------- | ---------- | ---------- | ---------- | ---------- | ---------- | ----------- | ------------ | ------------ | ------------ | ------------ | ---------- | ---------- |
| vrouwenenkelspel  | 1e ronde   | 1e ronde   | 2e ronde   | 2e ronde   | 3e ronde   | 3e ronde   | 4e ronde    | 4e ronde     | kwartfinale  | halve finale |              | finale     |            |
| vrouwendubbelspel |            | 1e ronde   | 1e ronde   | 1e ronde   | 2e ronde   | 2e ronde   | kwartfinale | kwartfinale  | halve finale | halve finale | finale       |            |            |
| mannenenkelspel   | 1e ronde   | 1e ronde   | 2e ronde   | 2e ronde   | 3e ronde   | 3e ronde   | 4e ronde    | 4e ronde     | kwartfinale  |              | halve finale | finale     |            |
| mannendubbelspel  |            | 1e ronde   | 1e ronde   | 1e ronde   | 1e ronde   | 2e ronde   | kwartfinale | halve finale |              | finale       |              |            |            |

ATP-toernooi van Indian Wells‎ – WTA-toernooi van Indian Wells‎

1989 · 1990 · 1991 · 1992 · 1993 · 1994 · 1995 · 1996 · 1997 · 1998 · 1999 · 2000 · 2001 · 2002 · 2003 · 2004 · 2005 · 2006 · 2007 · 2008 · 2009 · 2010 · 2011 · 2012 · 2013 · 2014 · 2015 · 2016 · 2017 · 2018 · 2019 · 2020 · 2021 · 2022 · 2023 · 2024 · 2025